# Faërie
Pour les articles homonymes, voir Féérie.
Faërie (titre original : Faerie Tale), ou Faërie : La Colline magique selon les éditions, est un thriller surnaturel, relevant de la fantasy contemporaine, de Raymond E. Feist, publié en 1988 au Royaume-Uni. Il a été traduit en français  par Jean-Daniel Brèque.

## Résumé
Au début de l'été, Phil, sa femme, sa fille, et les deux jumeaux déménagent dans le Old Kmesser Place. Les jumeaux, Patrick et Sean sont les premiers à ressentir des émanations étranges. Dans les semaines qui suivent, des évènements inquiétants et souvent terrifiants se déroulent. Les deux enfants font alors la connaissance du défunt et diabolique Roi des Aulnes, qui régnait sur ces terres et désormais les hante...

## Liste des éditions françaises
- Faërie, la colline magique, Presses de la cité, 1989  (ISBN 2258025931)
- Faërie, la colline magique, France Loisirs, 1990  (ISBN 2724260260)
- Faërie, Pocket Terreur, 1991  (ISBN 2724260260)
- Faërie, Bragelonne, coll. L'Ombre, 2007  (ISBN 9782352940302)

- Faërie, Bragelonne, coll. Bragelonne Stars, 2017  (ISBN 9791028109561)

- Faërie, Milady, coll. Horreur, 2009  (ISBN 9782811201739)